# Сухопутні війська Словаччини
Сухопутні війська Словаччини — найчисленніший самостійний вид Збройних сил Словаччини.

## Структура
- Збройні сили Словаччини:
- Генеральний штаб(інші мови)
- Сухопутні війська
- Повітряні сили
- Сили спеціальних операцій(інші мови)

- Штаб Сухопутних військ (Тренчин)  1 
  - 1-ша механізована бригада(інші мови) (в/ч 1090, Топольчани, Ясельські казарми)  2 
    - 11-й механізований батальйон(інші мови) (в/ч 2370, Мартін, Казарми словацького національного повстання)  3 
    - 12-й механізований батальйон(інші мови) (в/ч 1046, Нітра, Кршканські казарми)  4 
    - 13-й механізований батальйон(інші мови) (в/ч 2207, Левиці)  5 
    - 14-й батальйон логістики (в/ч 2206, Топольчани, Ясельські казарми)  2 
    - Розвідувальна рота (Левиці)  5 

  - 2-га механізована бригада(інші мови) (в/ч 1018, Пряшів)  6 
    - 21-й механізований батальйон (в/ч 1101, Требишів, Казарми капітана Налепки)  7 
    - 22-й механізований батальйон(інші мови) (в/ч 1102, Михайлівці)  8 
    - 14-й танковий батальйон(інші мови) (в/ч 1104, Требишів, Казарми капітана Налепки)  7 
    - 20-й батальйон логістики (в/ч 1007, Пряшів, Казарми дукельських героїв)  9 
    - 67-ма рота підтримки командування (Пряшів, Соколівські казарми)  10 
    - Рота ISTAR(інші мови) (Михайлівці)  8 

  - 5-й артилерійський полк (в/ч 8024, Рожнява, Артилерійські казарми)  11 
    - 21-й самохідний артилерійський дивізіон(інші мови) (в/ч 1109, Михайлівці, Дукельські казарми)  12 
    - 54-й ракетний дивізіон (Рожнява, Артилерійські казарми)  11 
    - 56-й протитанковий дивізіон (Рожнява, Артилерійські казарми)  11 

  - 22-й розвідувальний полк (Пряшів, Соколівські казарми)  10 
    - 64-й батальйон безпілотних систем і електронної боротьби
    - 65-й розвідувальний батальйон (Пряшів, Соколівські казарми)  10 

  - 71-й батальйон підтримки командування(інші мови) (в/ч 4650, Тренчин, Казарми словацького національного повстання)  13 
  - 91-й інженерний полк (в/ч 1049, Середь, Нові казарми)  14 
    - 901-й інженерний батальйон (в/ч 1049, Середь)  14 
    - 902-й інженерний батальйон (в/ч 1049, Михайлівці, Дукельські казарми)  12 
    - 905-й центр спеціалізованої бойової підтримки (в/ч 1606, Новаки, Склад Треп'янка)  15 

  - 103-й батальйон радіаційного, хімічного та біологічного захисту(інші мови) (в/ч 7945, Рожнява, Артилерійські казарми)  11

## Спорядження

### Стрілецька зброя
| Модель                               | Зображення | Країна          | Тип                                  | Калібр            | Деталі                                                                |           |
| Пістолети                            | Пістолети  | Пістолети       | Пістолети                            | Пістолети         | Пістолети                                                             | Пістолети |
| ------------------------------------ | ---------- | --------------- | ------------------------------------ | ----------------- | --------------------------------------------------------------------- | --------- |
| Grand Power K100                     |            | Словаччина      | Пістолет                             | 9×19 мм Парабелум | Заміна ČZ vz. 82.                                                     |           |
| ČZ vz. 82                            |            | Чехословаччина  | Пістолет                             | 9×18 мм           | Стандартна зброя                                                      |           |
| Пістолет-кулемет                     |            |                 |                                      |                   |                                                                       |           |
| Heckler & Koch UMP                   |            | Німеччина       | Пістолет-кулемет                     | .45 ACP           | 5-й полк спецназу і військова поліція                                 |           |
| Heckler & Koch MP5                   |            | Німеччина       | Пістолет-кулемет                     | 9×19 мм Парабелум | 5-й полк спецназу                                                     |           |
| Škorpion vz. 61                      |            | Чехословаччина  | Пістолет-кулемет                     | .32 ACP           |                                                                       |           |
| Карабін                              |            |                 |                                      |                   |                                                                       |           |
| Heckler & Koch HK416                 |            | Німеччина       | Карабін                              | 5,56×45 мм НАТО   | Новий стандартний карабін, зараз використовує 5-й полк спецназу       |           |
| vz. 58 V                             |            | Чехословаччина  | Карабін                              | 7,62×39 мм        | Використовується мотострілецькими і повітряно-десантними підрозділами |           |
| Автомат                              |            |                 |                                      |                   |                                                                       |           |
| CZ 805 Bren                          |            | Чехія           | Автомат                              | 5,56×45 мм НАТО   | Майбутня стандартна гвинтівка                                         |           |
| Heckler & Koch G36                   |            | Німеччина       | Автомат                              | 5,56×45 мм НАТО   | Використовується тільки спецназом                                     |           |
| Heckler & Koch HK417                 |            | Німеччина       | Автомат                              | 7,62×51 мм НАТО   | Використовується тільки спецназом                                     |           |
| vz. 58                               |            | Чехословаччина  | Автомат                              | 7,62×39 мм        | Стандартний автомат                                                   |           |
| Легкий кулемет                       |            |                 |                                      |                   |                                                                       |           |
| FN MINIMI Para                       |            | Бельгія         | Легкий кулемет                       | 5,56×45 мм НАТО   | Використовує 5-й полк спецназу                                        |           |
| Uk vz. 59                            |            | Чехословаччина  | Легкий кулемет                       | 7,62×54 мм R      | Стандартний                                                           |           |
| Снайперська гвинтівка                |            |                 |                                      |                   |                                                                       |           |
| Снайперська гвинтівка Драгунова      |            | СРСР            | Снайперська гвинтівка                | 7,62×54 мм R      | Стандартна                                                            |           |
| SIG Sauer SSG 3000                   |            | Швейцарія       | Снайперська гвинтівка                | 7,62×51 мм НАТО   |                                                                       |           |
| AW.50 MK2                            |            | Велика Британія | Снайперська гвинтівка                | 12.7×99mm NATO    |                                                                       |           |
| Barrett M82                          |            | США             | Снайперська гвинтівка                | 12.7×99mm NATO    |                                                                       |           |
| Гранати і гранатомети                |            |                 |                                      |                   |                                                                       |           |
| АГС-17                               |            | СРСР            | Автоматичний гранатомет              | 30×29 мм          | Стандартна                                                            |           |
| Протитанкова оборона                 |            |                 |                                      |                   |                                                                       |           |
| MATADOR                              |            | Ізраїль         | Протитанкова керована ракета         | 90 мм             |                                                                       |           |
| Carl Gustav M4                       |            | Швеція          | Протитанкова керована ракета         | 84 мм             | Використовує 5-й полк спецназу                                        |           |
| RPG-75                               |            | Чехословаччина  | Ручний протитанковий гранатомет      | 68 мм             | Стандарт                                                              |           |
| AT-4 Фагот                           |            | СРСР            | Протитанкова керована ракета         | 120 мм            |                                                                       |           |
| Переносний зенітно-ракетний комплекс |            |                 |                                      |                   |                                                                       |           |
| Ігла-2                               |            | СРСР            | Переносний зенітно-ракетний комплекс | 72 мм             |                                                                       |           |

### Транспортні засоби
| Модель                            | Зображення | Країна                    | Тип/Модифікація                        | Кількість              | Деталі |       |
| Танки                             | Танки      | Танки                     | Танки                                  | Танки                  | Танки | Танки |
| --------------------------------- | ---------- | ------------------------- | -------------------------------------- | ---------------------- | --- | ----- |
| Leopard 2                         |            | Німеччина                 |                                        | 14+                    | Замінили старі Т-72 від 2023 року, переозброєння |       |
| Бойова машина піхоти              |            |                           |                                        |                        | |       |
| CV 90                             |            | Швеція                    |                                        | 0 (152 під замовлення) | Уряд Словаччини підписав рішення про закупівлю 152 бойових машин BAE Systems Hägglunds Combat Vehicle 90 Mark IV (CV90 MkIV), озброєних 35-мм гарматою, в якості гусеничної бойової машини піхоти, яка має перевагу, через угоду між урядами (G2G) зі Швецією 28 Червень 2022 р. |       |
| BOV 8x8                           |            | Фінляндія Словаччина      |                                        | 1 (76 на замовлення))  | Словацька колісна бойова машина піхоти на базі Patria AMVXP буде поставлена в період з 2023 по 2028 рік . |       |
| Бронетранспортери                 |            |                           |                                        |                        | |       |
| Tatrapan                          |            | Словаччина                |                                        | 70+                    | |       |
| Aligator 4x4                      |            | Словаччина                |                                        | 42                     | |       |
| Iveco LMV                         |            | Італія                    |                                        | 10                     | |       |
| HMMWV                             |            | США                       |                                        | ?                      | Придбано у США під час дислокації в Афганістані. В основному використовує 5-й полк спеціального призначення (Словаччина).[джерело?] |       |
| International MaxxPro             |            | США                       |                                        | ?                      | Надано США під час кампанії у Афганістані |       |
| Бойова розвідувальна машина       |            |                           |                                        |                        | |       |
| RG-32 Scout                       |            | ПАР                       | RG-32M                                 | 7                      | |       |
| Реактивна система залпового вогню |            |                           |                                        |                        | |       |
| RM-70                             |            | Чехословаччина Словаччина | Реактивна система залпового вогню      | 27                     | |       |
| Артилерія                         |            |                           |                                        |                        | |       |
| Zuzana                            |            | Словаччина                | Самохідна гаубиця                      | 16                     | |       |
| Протиповітряна оборона            |            |                           |                                        |                        | |       |
| Куб (зенітний ракетний комплекс)  |            | СРСР                      | SA-6                                   | 20                     | 5 разом. Застарілі |       |
| Інженерна машина                  |            |                           |                                        |                        | |       |
| VPV                               |            | СРСР Чехословаччина       | Броньована ремонтно-евакуаційна машина | ?                      | |       |
| VТ-72                             |            | СРСР Чехословаччина       | Броньована ремонтно-евакуаційна машина | ?                      | |       |
| VT-55                             |            | СРСР                      | Броньована ремонтно-евакуаційна машина | ?                      | |       |
| AV-15                             |            | Чехословаччина            | Броньована ремонтно-евакуаційна машина | ?                      | |       |
| UOS-155 Belarty                   |            | СРСР Чехословаччина       |                                        | ?                      | |       |
| MT-55                             |            | СРСР                      | Прокладач мостів                       | 19                     | |       |
| PM-55                             |            | Чехословаччина            | Прокладач мостів                       | ?                      | |       |
| AM-50                             |            | Чехословаччина            | Прокладач мостів                       | ?                      | |       |
| PMS-815                           |            | Чехословаччина            |                                        | ?                      | |       |
| Вантажівки                        |            |                           |                                        |                        | |       |
| Mercedes-Benz G-Class             |            | Німеччина                 | Вантажівка                             | до 10                  | |       |
| Land Rover Defender 110 SW        |            | Велика Британія           | Вантажівка                             | 140+                   | |       |
| Nissan Navara                     |            | Японія                    | Вантажівка                             | ?                      | |       |
| Nissan Pathfinder                 |            | Японія                    | Вантажівка                             | 105                    | |       |
| Suzuki Jimny                      |            | Японія                    | Вантажівка                             | ?                      | |       |
| Volkswagen Transporter (T4)       |            | Німеччина                 | Вантажівка                             | ?                      | |       |

Військові вантажівки
- AKTIS [Архівовано 15 лютого 2015 у Wayback Machine.] - 23
- MAN HX
- Tatra 815 - 800+
- Praga V3S - 359
- HMMWV

Розмінування
- Božena 4
- Božena 3
- SVO [Архівовано 2 квітня 2016 у Wayback Machine.]

Військова машина швидкої допомоги
- AMB-S